# Альбранд, Пётр Львович
Пётр Львович Альбранд (Альбрандт; 1810—1864) — инженер-генерал-майор, активный участник русского освоения Новороссии и Кавказа. 

## Биография
Родился и вырос в Новороссии в бедной семье. Младший брат генерала Льва Львовича Альбранда (1804—1849). Посещал Институт инженеров путей сообщения, откуда был выпущен в 1826 году подпрапорщиком в I отделение IV округа путей сообщения. Там он служил до 1833 года (с 1828 года — в чине прапорщика). В этот период выполнил некоторые важные поручения, в том числе: по производству съемки и нивелировки местности от Ольвиополя до Одессы, намеченной для проведения канала из реки Южный Буг, и по разработке проекта каменной береговой плотины у реки Днепр. 
С 1833 года Альбранд подчинялся непосредственного новороссийскому и бессарабскому генерал-губернатору М. С. Воронцову, выполняя его поручения. В этот период им были составлены проекты по переустройству водопроводов Феодосии и улучшению судоходства по Днепру; спроектировано судно особого типа для плавания через Днепровские пороги; устроены наплавные мосты через реку Прут, необходимые для передвижения войск, и составлено геологическое описание различных местностей Херсонской губернии. 
Получив в 1855 году в управление VIII (Кавказский) округ путей сообщения капитан Альбранд в ходе Крымской войны принимал участие в боевых действиях в азиатской Турции. В августе того же года был произведен в полковники, а в 1859 году — в генерал-майоры.
В должности начальника Кавказского округа, Альбранд  много работал над изысканиями по переустройству Военно-грузинской дороги. В библиотеке Института путей сообщения хранятся две его рукописи: «Историческое обозрение работ по Военно-грузинской дороге» и «Пояснительная записка по проекту дороги между Квишетом (Квишета, Квишеты) и Коби через перевал Кавказских гор».